# إنفيبكو
إنفيبكو (Envipco) ("شركة المنتجات البيئية") هي شركة إعادة تدوير عالمية. ويقع مقر شركة إنفيبكو في مدينة نوجتك، بولاية كونيتيكت. 

تمتلك إنفيبكو مصنع سوربلا إندستري (Sorepla Industrie)، وهو مصنع لإعادة تدوير البلاستيك في فرنسا يقوم بتحويل PET وHDPE لكريات بلاستيكية يمكن استخدامها في تصنيع منتجات جديدة من البلاستيك، والملابس، والسجاد، وغيرها. Envipco USA (إنفيبكو أمريكا)هي المُصنّع والمُوزّع الأمريكي لماكينات البيع العكسي وحلول البيع العكسية الأخرى. ويقع مقر شركة إنفيبكو في مدينة نوجتك، بولاية كونيتيكت.

## منتجات الشركة

### ماكينات البيع العكسي
تشمل منتجات شركة إنفيبكو ماكينات البيع العكسي والحلول المخصصة لعملائها. تقوم ماكينات البيع العكسي (RVMs) بجمع حاويات المشروبات الفارغة من العملاء، وضغطها، وتصنيفها وإصدار إيصال قابل الاسترداد نقدًا، إن أمكن. كما يمكن لماكينات البيع العكسي الإعلان التفاعلي، وتوزيع الكوبونات، والتكامل مع صندوق الدفع لتاجر التجزئة. 

تختلف ماكينات البيع العكسي لشركة إنفيبكو باختلاف السوق الذي تظهر فيه. ففي أسواق الإيداع والاسترداد، تستخدم ماكينات البيع المباشر تقنية الرمز لشريطي(الباركود) لتعريف المنتج الذي ستتم إعادة تدويره. أما في أسواق عدم الإيداع، تحدد ماكينات البيع العكسي المنتج على أنه PET أو ألومنيوم. في الولايات المتحدة، تجد ماكينات شركة إنفيبكو شائعة في 11 ولاية والتي تطلب تشريع إيداع الزجاجات. المنتج الرئيسي الحالي لشركة إنفيبكو هو خط CF1500 لماكينات البيع العكسي لأسواق الإيداع والذي يطبع إيصالاً بالنقدية لاسترداد ما تم إيداعه للحاوية. أما في الولايات التي ليس لديها تشريع إيداع الزجاجات، وكذلك خارج الولايات المتحدة، يمكن لماكينات البيع العكسي إخراج كوبونات، أو تقديم جوائز، أو إيصالات للتبرع للمدارس.

### مراكز إعادة التدوير
في مشروع رائد مشترك مع شركة كوكا كولا، تم إنشاء مراكز إعادة تدوير لحاويات المشروبات بكميات كبيرة في مواقع داخل مدينة أرلينغتون بولاية تكساس وحولها، وبالضبط في ساحات انتظار السيارات بالمتاجر. وأطلق على المشروع اسم Reimagine[وصلة مكسورة]. ولاية تكساس ليست من ولايات تشريع إيداع الحاويات، لذلك يربح الأشخاص الذين يقومون بإعادة تدوير الحاويات في أحد مواقع Reimagine لإعادة التدوير نقاطًا يمكن استخدامها للتبرع بمبالغ للمدارس المحلية، والدخول في سحب على جوائز، والحصول على كوبونات لمنتجات أو شهادات هدايا لأعمال محلية.